# 정발산 도당굿
정발산 도당굿은 경기도 고양시 일산동구 마두동에 있다. 2005년 7월 29일 고양시의 향토문화재 제41호로 지정되었다.

## 개요
2년에 한번씩 정발산 주변의 마을 주민들이 지내는 토속신앙 굿이다. 장군거리+대감거리 등 다양한 굿거리가 펼쳐진다.